# Lingua alsea
L'alsea o alseano (anche yakonan) era una lingua costituita da due varianti vicine parlate lungo la costa centrale dell'Oregon. Vengono a volte considerate due lingue a sé, anche se è difficile determinarlo data la scarsa attestazione; secondo Mithun, erano probabilmente dialetti di una stessa lingua.

## Varianti
1. Alsea (Alséya) (†)
2. Yaquina (Yakwina, Yakona) (†)

Entrambe sono attualmente estinte.
Il nome alsea viene dal nome della popolazione in coos, alsí o alsí·, e il rispettivo nome in kalapuyano del fiume Marys, alsí·ya. L'alsea fu documentato per l'ultima volta nel 1942 da J. P. Harrington, con l'ultimo parlante, John Albert.
Il nome yaquina viene invece dal nome alsea della baia di Yaquina, yuqú·na. Il yaquina fu documentato per l'ultima volta nel 1884 da James Owen Dorsey.
L'alsea è di norma inserito nel gruppo delle lingue penuti, e potrebbe formare un sottogruppo di lingue della costa dell'Oregon, assieme al siuslaw e le lingue coos. Le numerose somiglianze lessicali tra l'alsea e le lingue wintun settentrionali, invece, sono più probabilmente frutto di prestiti linguistici avvenuti circa 1500 anni fa, quando si stima che la comunità che parlava wintun si insediò in Oregon.

## Fonologia

### Consonanti
L'alsea aveva 34 consonanti:
|               |               | Bilabiali | Alveolari | Alveolari    | Palatali | Velari  | Velari       | Uvulari | Uvulari      | Glottidali | Glottidali   |
|               | laterale      | Bilabiali | normale   | labializzata | Palatali | normale | labializzata | normale | labializzata | normale    | labializzata |
| ------------- | ------------- | --------- | --------- | ------------ | -------- | ------- | ------------ | ------- | ------------ | ---------- | ------------ |
| occlusiva     | normale       | p         | t         |              |          | k       | kʷ           | q       | qʷ           |            |              |
| occlusiva     | eiettiva      | p’        | t’        |              |          | k’      | k’ʷ          | q’      | q’ʷ          | ʔ          |              |
| fricativa     | fricativa     |           | s         | ɬ            |          | x       | xʷ           | χ       | χʷ           | h          | (hʷ)         |
| affricata     | normale       |           | ts        |              |          |         |              |         |              |            |              |
| affricata     | eiettiva      |           | ts’       | tɬ’          |          |         |              |         |              |            |              |
| nasale        | normale       | m         | n         |              |          |         |              |         |              |            |              |
| nasale        | glottalizzata | m’        | n’        |              |          |         |              |         |              |            |              |
| approssimante | normale       |           |           | l            | j        |         | w            |         |              |            |              |
| approssimante | glottalizzata |           |           | l’           | j’       |         | w’           |         |              |            |              |

- La presenza di /hʷ/ è incerta.
- /s/, /ts/ e /ts’/ sono in realtà tra i luoghi alveolari e postalveolari.

### Vocali
|        | Anteriore | Anteriore | Centrale | Centrale | Posteriore | Posteriore |
|        | orale     | nasale    | orale    | nasale   | orale      | nasale     |
| ------ | --------- | --------- | -------- | -------- | ---------- | ---------- |
| Chiusa | i         | ĩ         |          |          | u          | ũ          |
| Media  | e         |           | ə        |          | o          |            |
| Aperta |           |           | a        | ã        |            |            |